# Alcoholische drank

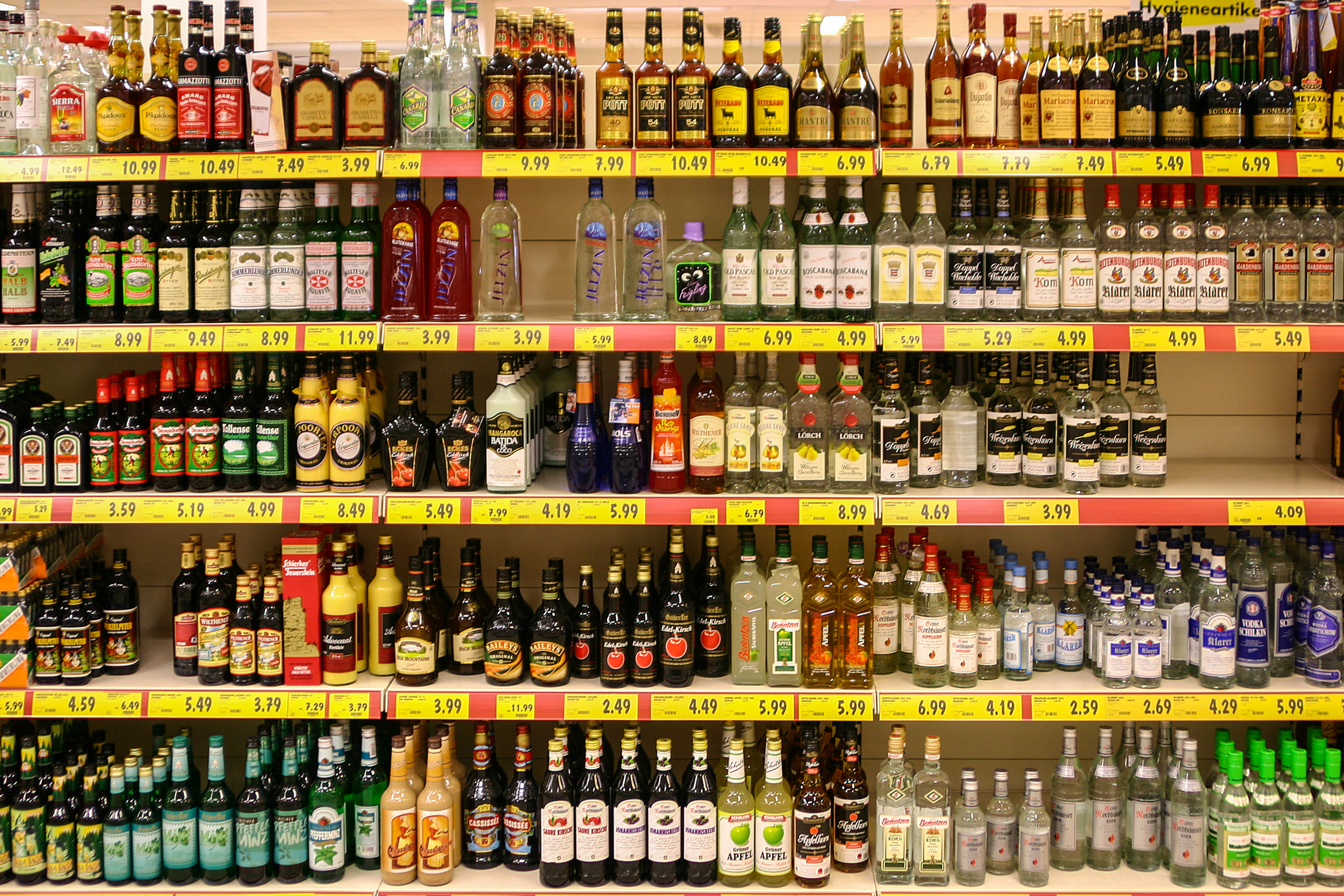
Diverse soorten alcoholische drank in een supermarkt.

Een alcoholhoudende drank is een drank die ethanol bevat, een alcohol. Alcoholhoudende dranken worden verkregen door gisting van suikerhoudende vloeistoffen uit:
- granen - zoals gebruikt voor bier
- rijst - zoals gebruikt voor sake
- vruchten - zoals druiven voor wijn
- melasse - diverse overige dranken
- aardappel - voor wodka

Indien het resultaat uit de vloeistoffen wordt gedestilleerd, wordt er een sterke drank verkregen; een drank met een hoog alcoholgehalte.
Alcohol werkt verslavend; verslaving aan alcoholhoudende dranken heet alcoholisme. Zelfs gebruik van weinig alcohol brengt al risico's met zich mee en kan schadelijk zijn. Bij overmatig gebruik veroorzaakt alcohol ernstige gezondheidsschade.

## Zwak-alcoholhoudende en sterke drank
Dranken die minder dan vijftien volumeprocent alcohol bevatten worden zwak-alcoholhoudende dranken genoemd. Dranken die meer bevatten worden sterke drank genoemd.
Port, sherry en vermout hebben een vrij hoog alcoholgehalte. Dit ontstaat door het gistingsproces zoals bij wijn, waarbij extra alcohol wordt toegevoegd. Deze dranken kunnen een alcoholpercentage bevatten dat boven de 14,9 vol.-% uitstijgt, maar zijn wel zwak-alcoholhoudende dranken. We noemen dit versterkte wijnen.

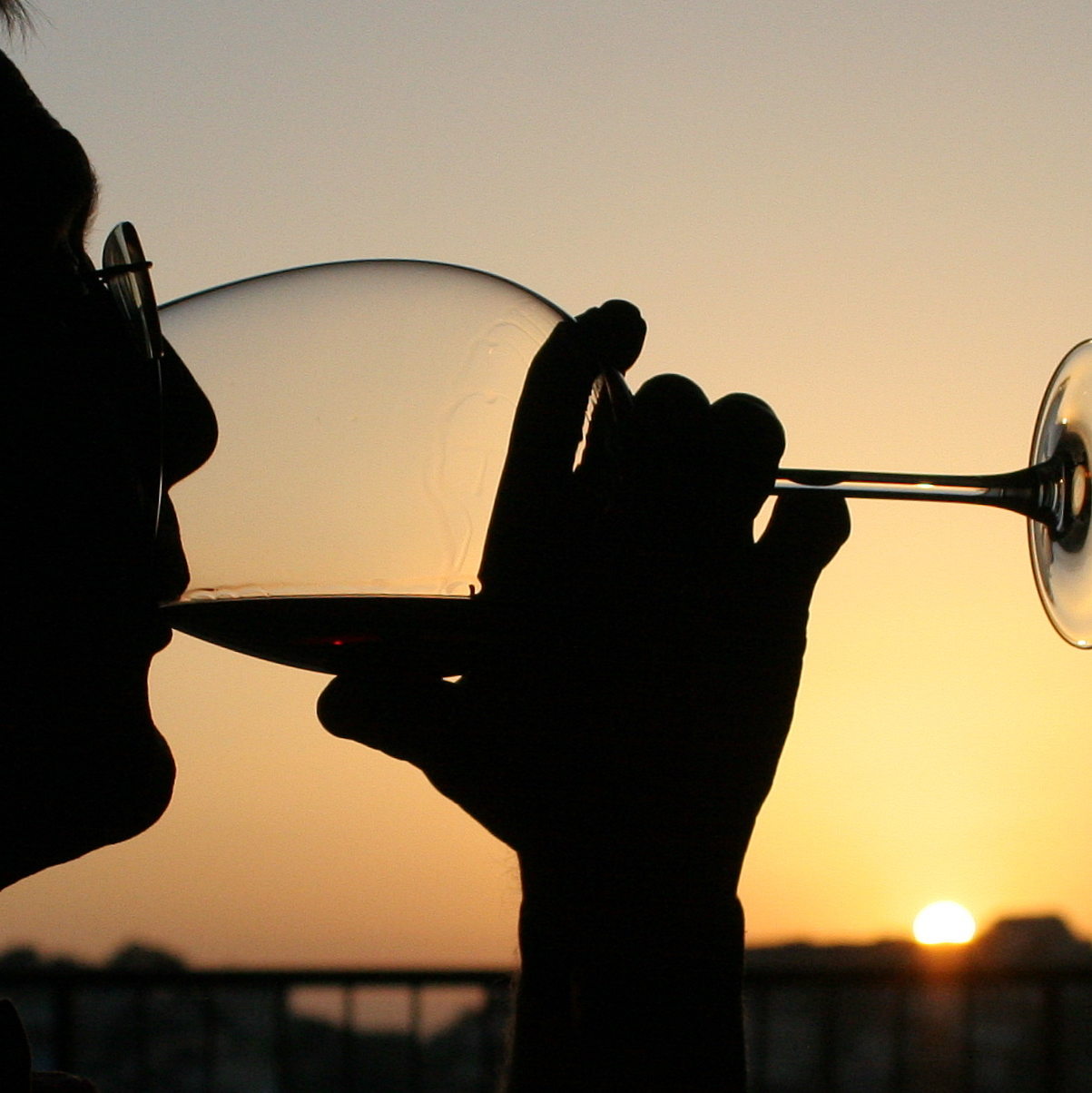
Een man drinkt wijn.

Door destillatie van een zwak-alcoholhoudende drank wordt een sterke ofwel gedistilleerde drank verkregen, zoals whisky, cognac of rum. Ook likeur wordt tot de sterke dranken gerekend. Op de verpakking van alcoholhoudende dranken staat verplicht het alcoholpercentage vermeld.

## Alcoholvrij
Alcoholvrije dranken hebben naar de letter genomen geen alcohol als bestanddeel, maar de Nederlandse Alcoholwet spreekt pas van alcoholhoudende drank als de betreffende drank bij een temperatuur van twintig graden Celsius voor meer dan een half volumeprocent uit alcohol bestaat. In het Warenwetbesluit Gereserveerde aanduidingen echter loopt de aanduiding alcoholvrij bier tot maximaal 0,1 volumeprocent alcohol en is er alcoholarm bier met tussen de 0,1 en 1,2 volumeprocent alcohol.
Dranken waaraan alcohol onttrokken is, zijn daardoor veranderd van smaaksensatie. Wijn en bier smaken niet alleen anders, ook zijn zij dan strikt genomen geen wijn of bier meer vanwege het authentieke onderdeel alcohol. De minerale oliën, geur- en smaakstoffen in de dranken gedragen zich zonder alcohol anders. Desondanks gaf 46% van de Nederlandse bierdrinkers in 2013 aan weleens alcoholvrij bier te drinken.

## Wetgeving

### België
Alcoholhoudende dranken mogen in België niet aan jongeren onder de 16 jaar worden verkocht of geschonken worden. Voor sterke drank geldt een minimumleeftijd van 18 jaar.

### Nederland
In Nederland staan regels voor verkoop en gebruik (in het openbaar) van alcoholhoudende dranken (meer dan een half procent) in de Alcoholwet (tot 1 juli 2021 de Drank- en Horecawet). Sinds 1 januari 2014 is het verboden om als minderjarige alcoholhoudende drank te kopen of in het openbaar te nuttigen of te bezitten. Tot die datum was de leeftijdsgrens voor zwak-alcoholhoudende drank zestien jaar.

## Accijns
Onder andere omdat alcoholhoudende dranken bij veelvuldig gebruik verslavend, en zelfs al bij matig gebruik schadelijk voor de gezondheid zijn, wordt er accijns op geheven. Dit is een vaak een aanzienlijke inkomstenbron voor overheden.

## Alcohol als genotmiddel
Alcoholhoudende dranken zoals bier, wijn, likeur en jenever zijn een sociaal geaccepteerd genotmiddel. Alcohol wordt vanwege de fysiek verslavende eigenschappen ook wel tot de harddrugs gerekend.

## Effecten en risico's
Alcohol werkt primair op twee niveaus; het versterkt als GABA-agonist de werking van de neurotransmitter GABA in het zenuwstelsel en het versterkt de kalmerende, rustgevende, vertragende effecten. Deze kunnen zowel direct optreden na inname van de drank of op langere termijn verschijnen. GABA met alcohol bindt makkelijker en blijft langer gebonden aan de receptoren van de zenuwcel en tevens remt alcohol de opname van neurotransmittor glutamaat door de receptoren in het zenuwstelsel. Glutamaat is belangrijk voor het leren en beoordelen en voor het geheugen. Bij langdurig regelmatig gebruik van alcohol ontstaat er tolerantie, de hersenen passen zich aan. De receptoren van GABA worden minder gevoelig voor GABA-agonist alcohol en er komen meer en gevoeliger receptoren voor glutamaat. Er ontstaan zodoende ook ontwenningsverschijnselen bij stoppen met het drinken van alcohol, minder remming en meer prikkeling van het zenuwstelsel. GABA is ook betrokken bij het beloningssysteem en leersysteem in de hersenen en heeft effect op dopamineniveau. Het beloningssysteem is betrokken bij het tot stand komen van een verslaving.
Alcoholconsumptie heeft een ingrijpende invloed op de slaap, waarbij de effecten afhankelijk zijn van acuut versus chronisch gebruik en afhankelijkheid. Hoewel alcohol aanvankelijk verdovend werkt, verdwijnt dit effect na enkele uren. Dit resulteert in een gefragmenteerde en verstoorde slaap in de tweede helft van de nacht.

### Negatieve effecten

Schade door alcohol in vergelijking met andere drugs, onderverdeeld in schade voor anderen en die voor de gebruiker zelf. Resultaten uit interviews met deskundigen op het gebied van schade door dit soort stoffen.

Wetenschappelijk onderzoek in 2021 wijst uit dat hoe minder men drinkt, hoe kleiner het risico is op schade door alcohol.

#### Kortdurende effecten
Bij hogere doseringen verminderen de concentratie en de motoriek. Bij mannen kan het leiden tot vermindering van de potentie. Incidenteel veel drinken vermindert ook de zaadkwaliteit en de hoeveelheid geproduceerde zaadcellen.
Bij zeer hoge doseringen treedt bewusteloosheid en ademdepressie op. Bij concentraties die maar even hoger zijn dan die waarbij bewusteloosheid intreedt kan ook de dood het gevolg zijn.
Bij snel en in korte tijd veel alcohol drinken, raakt de vochthuishouding uit balans en kan er te veel vocht naar de hersenen gaan, die daardoor opzwellen. Als daar niets aan wordt gedaan, kan de persoon in kwestie acuut overlijden. Ook kan een te hoge concentratie alcohol in de hersenen ontstaan, waardoor een coma kan intreden. Uiteindelijk kan het zenuwstelsel zo sterk worden verdoofd dat ook het ademhalingscentrum verlamd raakt. Dit is dodelijk. Soms wordt opzettelijk zeer veel drank ingenomen, dit wordt comazuipen genoemd.
Daarnaast hebben alcoholisten en dronken mensen een veel grotere kans op ongevallen (waaronder verkeersongevallen), en op overlijden door het stikken in braaksel of door verdrinking. Bij lage omgevingstemperaturen bestaat een verhoogd risico op onderkoeling omdat alcohol de bloedvaten verwijdt en men dus sneller zijn warmte verliest. Verder stolt het bloed minder snel. Daarnaast is er een verhoogde kans op blessures door slechtere coördinatie (ook in combinatie met sport).
Ook mensen die maar weinig hebben gedronken lopen meer kans om bij een verkeersongeval betrokken te raken. Dat is de reden waarom de wetgever in de meeste landen het besturen van een motorvoertuig onder invloed strafbaar heeft gesteld. In Nederland is een bestuurder met meer dan 0,5 promille alcohol in zijn bloed strafbaar. Wie minder dan 5 jaar een rijbewijs heeft, is bij een promillage van meer dan 0,2 al strafbaar. Ook in België is een promillage van meer dan 0,5 strafbaar.
Alcoholgebruik bij jongeren zorgt ervoor dat de kans om met geweld in aanraking te komen toeneemt. Ook de kans op verkeersongevallen neemt toe. Alcoholconsumptie zorgt bij jong en oud voor een grote kans op ongelukken: Hoe meer alcohol er in het bloed aanwezig is, hoe groter de kans op ongelukken, zoals vallen. Ook de kans op letsel neemt evenredig toe met de geconsumeerde hoeveelheid alcohol.

#### Langdurige gezondheidseffecten
Verschillende onderzoeken suggereren dat gematigde drinkers minder hart- en vaatziekten krijgen en langer leven. Echter, de resultaten hiervan zijn niet onomstreden. Het effect kan bijvoorbeeld ook toegeschreven worden aan andere factoren dan de alcoholconsumptie. Gematigde alcoholdrinkers hebben namelijk gemiddeld minder overgewicht, roken minder en bewegen meer vergeleken met geheelonthouders en stevige drinkers. Een regelmatig gebruik over een langere periode zonder piekbelasting zorgt voor een verhoging van het HDL-cholesterol en voorkomt ongewenste bloedstolling. Dit effect komt door de alcohol en is bij bier, wijn en sterkedrank hetzelfde. Het maakt dus niet uit uit welke drank de alcohol komt. Alcoholconsumptie verhoogt de kans op hart- en vaatziekten zoals een beroerte, hartfalen, subarachnoïdale bloedingen en coronaire hartziekten. Ook geeft het een hogere kans op hoge bloeddruk, ritmestoornissen van het hart en hersenbloedingen. Alleen mensen met een verhoogd risico op hart- en vaatziekten hebben baat bij matig alcoholgebruik tegen deze ziekten. Dit is over het algemeen niet het geval bij mensen onder de 40 jaar oud, want dan is deze kans zeer klein.
Daarnaast is gebruik van alcohol verantwoordelijk voor een verhoogde kans op longontsteking, tbc (tuberculose), epileptische aanvallen en jicht.
Alcoholgebruik geeft een verhoogde kans op psychisch gerelateerde problemen zoals depressie/depressieve klachten, angst/angststoornissen, bipolaire stoornis, cognitieve stoornissen, PTSS/PTSS-symptomen en zelfmoord/zelfmoordgedachten/zelfmoordpogingen. Ook is er een hogere kans op dementie.
Door langdurig alcoholgebruik kunnen hormoonstoornissen optreden. Het beeld hiervan is zeer wisselend. Bekend zijn onder andere verlaagde concentraties van geslachtshormonen. Bij vrouwen kunnen er menstruatie- en ovulatiestoornissen optreden en verminderde vruchtbaarheid. Bij mannen kan het leiden tot erectiestoornissen, daling van de aanmaak van testosteron en verminderde vruchtbaarheid vanwege een vermindering van de spermakwaliteit. Verder kunnen er bloedafwijkingen optreden en door verminderde hemoglobine-aanmaak kan bloedarmoede ontstaan.
Alcoholconsumptie tijdens de zwangerschap is schadelijk voor de foetus, die het foetaal alcoholsyndroom (FAS) kan oplopen. Verder geeft gebruik van alcohol tijdens de zwangerschap een verhoogde kans op prematuur (vroeggeboorte), baby's met een te laag geboortegewicht, baby's met een aangeboren afwijking en kinderen met gedragsstoornissen, achterstanden op het communicatieve vlak en minder goede motorische functies. Ook tijdens de periode van borstvoeding kan het kind schade ondervinden van alcoholgebruik door de moeder. Zelfs tijdens de periode van preconceptie is er kans op schade wanneer de aanstaande moeder of zelfs de aanstaande vader alcohol gebruikt. Alcoholconsumptie door kinderen en jongvolwassenen onder de 25 jaar is schadelijk voor de ontwikkeling van hun hersenen. Het leidt tot een kleinere hippocampus, minder witte stof (zenuwcellen hebben minder uitlopers) in de hersenbalk en verminderde hersenactiviteit.
Mensen die tijdens hun puberteit beginnen met drinken, hebben meer kans op een drankprobleem als volwassene dan zij die op een later moment beginnen.
Hoe meer alcohol geconsumeerd is, hoe grotere kans op levercirrose, leververvetting en beschadigingen van de alvleesklier, hartspier en centraal zenuwstelsel. Beschadiging van de alvleesklier: deze ontstekingsachtige aandoening kan, evenals de leverbeschadiging, jarenlang zonder symptomen blijven. Langzaam wordt de alvleesklier in zijn functie aangetast. Hierdoor ontstaan er storingen in de voedselvertering en door een tekort aan insuline ontstaat suikerziekte. Bij plotselinge onthouding kan delirium tremens optreden. Langdurig overmatig gebruik kan het syndroom van Korsakov tot gevolg hebben. Stoornissen aan het maag-darmkanaal komen voor, overprikkeling leidt tot aantasting en achteruitgang van het slijmvlies, waardoor er meer kans op ontstekingen ontstaat. In de dunne darm zorgt chronisch alcoholgebruik voor vermindering van de resorptiecapaciteit, doordat de darmvlokken beschadigd worden. Samen met een versnelde darmbeweging en een kortere passagetijd is er kans op diarree. Het gevolg is een slechtere voedingstoestand en vermagering.
Bij een te hoog alcoholgebruik neemt het lichaam minder vitamines (met name A, B1, D, E en K) en mineralen (met name magnesium, ijzer en foliumzuur) op en kan vitamine- en mineralengebrek optreden.

##### Alcohol verhoogt risico op kanker
Bij de afbraak van alcohol in de lever komt het giftige en kankerverwekkende aceetaldehyde vrij. Elk glas alcoholhoudende drank verhoogt de kans op kanker. Alcohol kan mond-, keel-, slokdarm-, lever-, maag-, prostaat,- maar vooral dikke darm- en borstkanker veroorzaken. Het risico op borstkanker is al verhoogd bij 1 glas alcohol per dag. Dit komt doordat alcoholgebruik de oestrogeenspiegel verhoogt, waarbij het risico op borstkanker toeneemt. In 2010 werden 7,7%, dus ongeveer 1000 van de ruim 13.000 nieuwe gevallen van borstkanker in Nederland veroorzaakt door het gebruik van alcohol. In het Verenigd Koninkrijk gaat men uit van een hoger percentage namelijk 22% alcoholgerelateerde borstkanker. Ook is alcoholgebruik verantwoordelijk voor een verhoogde kans op blaaskanker, baarmoederhalskanker, baarmoederslijmvlieskanker, endeldarmkanker, galblaaskanker, nierkanker, leverkanker, longkanker, hersentumoren, Ziekte van Hodgkin, Non-hodgkinlymfoom, leukemie, Multipel myeloom, Melanoom, strottenhoofdkanker, eierstokkanker, alvleesklierkanker, pancreatitis en schildklierkanker.
Alcohol is in de EU verantwoordelijk voor ongeveer 1 op de 10 gevallen van kanker bij mannen en 1 op de 33 gevallen van kanker bij vrouwen. Jaarlijks is alcohol verantwoordelijk voor ongeveer 500.000 doden door kanker wereldwijd en 1000 doden door kanker in Nederland.
Sinds 1988 is alcohol officieel geclassificeerd als (groep 1) "kankerverwekkende stof voor mensen" door het Internationaal Agentschap voor Kankeronderzoek (IARC). Wanneer alcohol in het lichaam door de lever wordt afgebroken, ontstaat het carcinogene aceetaldehyde, een metaboliet van ethanol als afbraakproduct.

##### Alcoholverslaving
Alcohol werkt verslavend; verslaving aan alcoholische dranken heet alcoholisme. Bij overmatig gebruik veroorzaakt alcohol ernstige gezondheidsschade, vaak met grote gevolgen voor de patiënt en zijn of haar omgeving. Alcohol is, hoewel legaal verkrijgbaar, in medische zin een harddrug en maakt in Nederland aanzienlijk meer slachtoffers dan morfine, heroïne en cocaïne bij elkaar. De richtlijn van de Nederlandse Gezondheidsraad in 2015 is: drink geen alcohol of in ieder geval niet meer dan één glas per dag.
Als een man stelselmatig meer dan 2 glazen alcohol per dag (maximaal 14 glazen per week of meer dan 4 tot 5 glazen op één avond/nacht drinkt, kan dat als alcoholmisbruik gezien worden. Voor vrouwen geldt de helft van deze hoeveelheid. Men loopt dan een verhoogd risico op een lichamelijke afhankelijkheid.
Volgens een studie van het Hoger Instituut voor de Arbeid (Hiva), afgerond in augustus 2004, zouden zo'n 800.000 Belgen te veel alcohol drinken. Ze zouden ook twee tot drie keer meer drinken dan ze toegeven.
Volgens de rondvraag van het Hiva verbruikt de Belgische man jaarlijks gemiddeld 13 liter zuivere alcohol of dus dagelijks 3 standaardglazen. Bij vrouwen ligt dat op 7 liter of dus 1,5 glas per dag.
Voorheen werd het aantal probleemdrinkers op zo'n 500.000 geschat, maar de onderzoekers gingen in dit nieuwe onderzoek na hoeveel alcohol de Belgen daadwerkelijk aankochten en kwamen zo tot deze veel hogere cijfers.
Volgens cijfers van WHO drinkt de gemiddelde Belgische man ouder dan 15 jaar en die alcohol drinkt en geen geheelonthouder is, jaarlijks 22,4 l of dus dagelijks iets minder dan 5 standaardglazen, bij de vrouwen boven de 15 die drinken ligt het jaarlijks gemiddelde op 7,8 l of dagelijk 1,7 glazen. Bijna 13% van de mannen boven de 15 jaar had de laatste 12 maanden geen alcohol gedronken bij vrouwen was dit in 2016 33%.
In Nederland wordt geschat dat ruim 10% van de Nederlanders van 19 jaar en ouder een zware drinker is (minstens één dag per week meer dan vier (bij vrouwen) of zes (bij mannen) glazen alcohol).
In 2007-2009 is in Nederland onderzoek gedaan naar de mate waarin alcoholverslaving en alcoholmisbruik voorkomen onder de bevolking tussen 18 en 64 jaar. Bij de verslaving gaat het om 82.400 mensen, terwijl nog eens 395.000 mensen alcohol misbruiken (dat wil zeggen dat men wel allerlei negatieve gevolgen van alcohol ondervindt, maar er nog geen sprake is van gewenning en het optreden van onthoudingsverschijnselen bij stoppen). 0ngeveer 30.000 mensen waren in 2015 primair in behandeling voor alcohol verslaving. Gemiddeld drinkt de Nederlandse alcohol drinkende man ouder dan 15 in 2016 16,7 liter alcohol of dus iets meer dan 3,5 glazen per dag, de Nederlandse alcohol drinkende vrouw ouder dan 15 5,8 liter of 1,3 glazen per dag, de totale bevolking ouder dan 15 jaar 8,7 liter. Bijna 17% van de mannen boven de 15 jaar had de laatste 12 maanden geen alcohol gedronken bij vrouwen was dit in 2016 39%. In 1960 werd slechts 3,6 liter alcohol geconsumeerd om vervolgens snel te stijgen in de jaren 60 en 70 en in 1979 een recordverbruik van 11,8 liter te bereiken op de bevolking boven 15 jaar of 9 liter op de totale bevolking.
Vanaf de 19e eeuw wordt alcoholmisbruik gezien als een maatschappelijk probleem, mede door de sterke groei in gebruik van jenever (de jenever-pest) in het begin van de 19e eeuw, meer dan 5 liter jenever per hoofd van de Nederlandse bevolking in de jaren 20 en 30. Door de zware accijnsdruk op bier, was bier een luxe product geworden in Nederland. Gedurende de industrialisering steeg in Nederland het alcoholgebruik opnieuw van 4,5 liter in 1850 naar 7 liter pure alcohol per hoofd van de bevolking in 1880. Vooral de arbeidersklasse gebruikte alcohol om zich in de vaak moeilijke omstandigheden te kunnen handhaven. De fabriekseigenaren speelden hier gretig op in: zo verdienden ze een deel van het loon terug en bovendien hield het werknemers afhankelijk en volgzaam. Als reactie op het verslavingsprobleem ontstond in de 19e eeuw vanuit de burgerij de actieve drankbestrijding. In Nederland werd in 1842 de Nederlandse Vereniging tot Afschaffing van Alcoholhoudende Dranken opgericht, later volgde 1875 de Volksbond tegen Drankmisbruik en in 1895 de vereniging Sobriëtas. In de jaren 1920 was het verbruik gezakt naar 3 liter alcohol om eind jaren 1930 te verminderen tot ongeveer 1,5 liter per hoofd.
Het vroegst gesignaleerde grootschalige maatschappelijke alcoholmisbruik was de Gin Craze in Londen tussen 1720 en 1757. In 1690 nam Willem III van Oranje een nieuwe wetten aan die onder meer import van brandewijn uit Frankrijk blokkeerde en locale destilleerders bevoordeelde. De productie van (goedkope) gin steeg sterk. In 1721 werd 2 miljoen gallons per jaar geproduceerd en was een kwart van de Londense bevolking werkzaam in de productie (ongeveer 600.000 inwoners telde Londen aan het begin van de 18e eeuw). In 1743 werd op het hoogtepunt van de Gin Craze 8 miljoen gallons (30 miljoen liter) per jaar geproduceerd. Het effect was sociale chaos, massale verslaving en verhoogde sterftecijfers onder het armere deel van de bevolking. Meer vrouwen dan mannen werden slachtoffer, vandaar de vrouwelijke Engelse bijnamen uit die tijd zoals Ladies Delight, Mother Gin, Madam Geneva en Mother's Ruin. Vanaf 1729 kwam de eerste van een reeks wetten ter beteugeling van het misbruik. De mislukte graanoogst van 1757 zorgde uiteindelijk voor een destilleerverbod op graan en maakte gin zo duur zodat het buiten het bereik van de armen kwam en zorgde zodoende ook voor een einde aan het wijd verspreide misbruik. Bier werd weer goedkoper dan gin.

### Positieve effecten
Bepaalde onderzoeken laten zien dat matig alcoholgebruik (maximaal 1,5 glas per dag) het risico op sommige chronische ziekten, zoals hart- en vaatziekten en diabetes type 2 verlaagt. Hoewel er een positief effect gemeten is bij een kleine hoeveelheid, is dat geen goede reden om elke dag een glas alcohol te drinken.
Alcohol veroorzaakt bij inwendig gebruik een lichte ontremming die de zelfkritiek doet afnemen, zelfvertrouwen doet toenemen, sociaal contact bevordert en mensen gemakkelijker laat praten. Het kan de gebruiker een opgewekt gevoel geven.

## Statistieken omtrent alcoholgebruik
| Land                  | Liters per persoon 15+ | Liters per man 15+ | Liters per vrouw 15+ | Liters per man 15+ enkel drinkers | Liters per vrouw 15+ enkel drinkers |
| --------------------- | ---------------------- | ------------------ | -------------------- | --------------------------------- | ----------------------------------- |
| Moldavië              | 15,2                   | 25,2               | 6,1                  | 31,7                              | 11,1                                |
| Litouwen              | 15,0                   | 24,9               | 6,9                  | 27,9                              | 9,7                                 |
| Tsjechië              | 14,4                   | 23,2               | 6,1                  | 26,9                              | 9,3                                 |
| Duitsland             | 13,4                   | 21,3               | 5,9                  | 24,0                              | 8,3                                 |
| Ierland               | 13,0                   | 20,3               | 5,8                  | 22,7                              | 7,9                                 |
| Luxemburg             | 13,0                   | 19,6               | 6,3                  | 20,5                              | 7,2                                 |
| Letland               | 12,9                   | 21,7               | 5,7                  | 25,1                              | 8,6                                 |
| Bulgarije             | 12,7                   | 21,0               | 4,9                  | 26,6                              | 9,2                                 |
| Frankrijk             | 12,6                   | 20,3               | 5,4                  | 23,6                              | 8,3                                 |
| Slovenië              | 12,6                   | 20,4               | 5,1                  | 24,6                              | 8,5                                 |
| Roemenië              | 12,6                   | 21,0               | 5,0                  | 26,2                              | 9,0                                 |
| Portugal              | 12,3                   | 20,5               | 5,1                  | 25,1                              | 8,7                                 |
| België                | 12,1                   | 19,4               | 5,2                  | 22,4                              | 7,8                                 |
| Rusland               | 11,7                   | 18,7               | 5,8                  | 30,5                              | 10,5                                |
| Polen                 | 11,6                   | 19,2               | 4,7                  | 23,8                              | 8,3                                 |
| Estland               | 11,6                   | 19,4               | 4,9                  | 22,9                              | 7,9                                 |
| Slowakije             | 11,5                   | 18,9               | 4,6                  | 23,1                              | 8,0                                 |
| Zwitserland           | 11,5                   | 18,1               | 5,1                  | 20,2                              | 7,0                                 |
| Verenigd Koninkrijk   | 11,5                   | 18,1               | 5,1                  | 21,8                              | 7,6                                 |
| Hongarije             | 11,4                   | 19,1               | 4,5                  | 24,0                              | 8,3                                 |
| Oostenrijk            | 11,3                   | 18,5               | 5,1                  | 21,1                              | 7,4                                 |
| Wit-Rusland           | 11,2                   | 18,0               | 5,5                  | 22,8                              | 7,9                                 |
| Servië                | 11,1                   | 18,5               | 4,6                  | 25,1                              | 8,8                                 |
| Cyprus                | 10,8                   | 17,1               | 4,2                  | 21,2                              | 7,5                                 |
| Finland               | 10,7                   | 17,2               | 4,2                  | 20,6                              | 7,2                                 |
| Griekenland           | 10,4                   | 17,2               | 4,1                  | 22,0                              | 7,6                                 |
| Denemarken            | 10,4                   | 16,5               | 4,4                  | 19,2                              | 6,8                                 |
| Spanje                | 10,0                   | 16,4               | 4,0                  | 20,2                              | 7,0                                 |
| Zweden                | 9,2                    | 14,6               | 3,8                  | 17,4                              | 6,1                                 |
| IJsland               | 9,1                    | 14,5               | 3,7                  | 17,6                              | 6,2                                 |
| Kroatië               | 8,9                    | 15,1               | 3,3                  | 20,4                              | 7,1                                 |
| Nederland             | 8,7                    | 13,9               | 3,6                  | 16,7                              | 5,8                                 |
| Oekraïne              | 8,6                    | 14,1               | 4,0                  | 20,5                              | 7,1                                 |
| Malta                 | 8,1                    | 13,2               | 3,0                  | 17,3                              | 6,1                                 |
| Macedonië             | 8,1                    | 13,5               | 2,8                  | 20,0                              | 7,0                                 |
| Montenegro            | 8,0                    | 13,5               | 2,8                  | 19,8                              | 6,9                                 |
| Italië                | 7,5                    | 12,5               | 2,8                  | 16,5                              | 5,7                                 |
| Noorwegen             | 7,5                    | 11,6               | 3,2                  | 13,2                              | 4,6                                 |
| Albanië               | 7,5                    | 12,5               | 2,6                  | 19,3                              | 6,9                                 |
| Bosnië en Herzegovina | 6,4                    | 10,9               | 2,1                  | 17,5                              | 6,1                                 |

| Land             | Liters per persoon 15+ | Liters per man 15+ | Liters per vrouw 15+ | Liters per man 15+ enkel drinkers | Liters per vrouw 15+ enkel drinkers |
| ---------------- | ---------------------- | ------------------ | -------------------- | --------------------------------- | ----------------------------------- |
| Australië        | 10,6                   | 16,6               | 4,7                  | 18,8                              | 6,6                                 |
| Argentinië       | 9,8                    | 16,1               | 4,0                  | 20,1                              | 7,2                                 |
| Verenigde Staten | 9,8                    | 15,8               | 4,1                  | 19,0                              | 6,7                                 |
| Thailand         | 8,3                    | 14,3               | 2,5                  | 26,2                              | 9,2                                 |
| Japan            | 8,0                    | 13,5               | 2,9                  | 19,0                              | 6,6                                 |
| Brazilië         | 7,8                    | 13,4               | 2,4                  | 24,8                              | 8,9                                 |
| China            | 7,2                    | 11,7               | 2,5                  | 17,0                              | 6,0                                 |
| Zuid-Afrika      | 7,1                    | 16,2               | 2,7                  | 37,5                              | 13,7                                |
| Mexico           | 6,5                    | 11,1               | 2,1                  | 19,7                              | 7,1                                 |
| India            | 5,7                    | 9,4                | 1,7                  | 18,3                              | 6,6                                 |
| Iran             | 1,0                    | 1,9                | 0,1                  | 31,5                              | 11,3                                |
| Algerije         | 0,9                    | 1,6                | 0,2                  | 34,5                              | 12,4                                |
| Egypte           | 0,4                    | 0,7                | 0,1                  | 17,0                              | 6,2                                 |

|                            | Mannen | Vrouwen | Totaal |
| -------------------------- | ------ | ------- | ------ |
| Drinkers                   | 81,2%  | 71,4%   | 76,5%  |
| Drinken meer dan GR-advies | 67,5%  | 47,6%   | 57,5%  |
| Overmatige drinkers        | 11,7%  | 9,6%    | 10,7%  |
| Ex-drinkers                | 9,4%   | 13,1%   | 11,2%  |
| Nooit-drinkers             | 8,8%   | 15,6%   | 12,2%  |

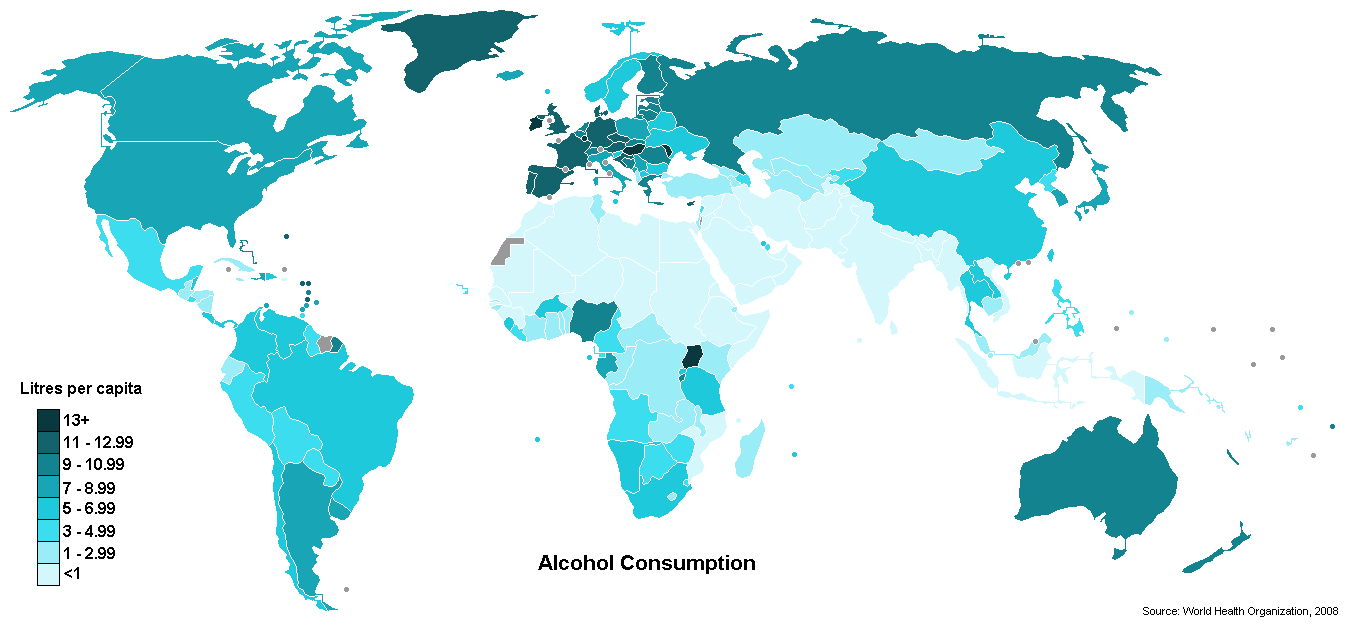
Alcoholgebruik per land in 2008 volgens de WHO.

Aantal sterfgevallen met alcohol als primaire doodsoorzaak per jaar in Nederland 1997-2021
Vanwege een beveiligingsprobleem met de MediaWiki Graph-software is het momenteel niet mogelijk deze grafiek weer te geven. Zodra de software is bijgewerkt zal de grafiek vanzelf weer zichtbaar worden.

## Alcohol in de openbare ruimte

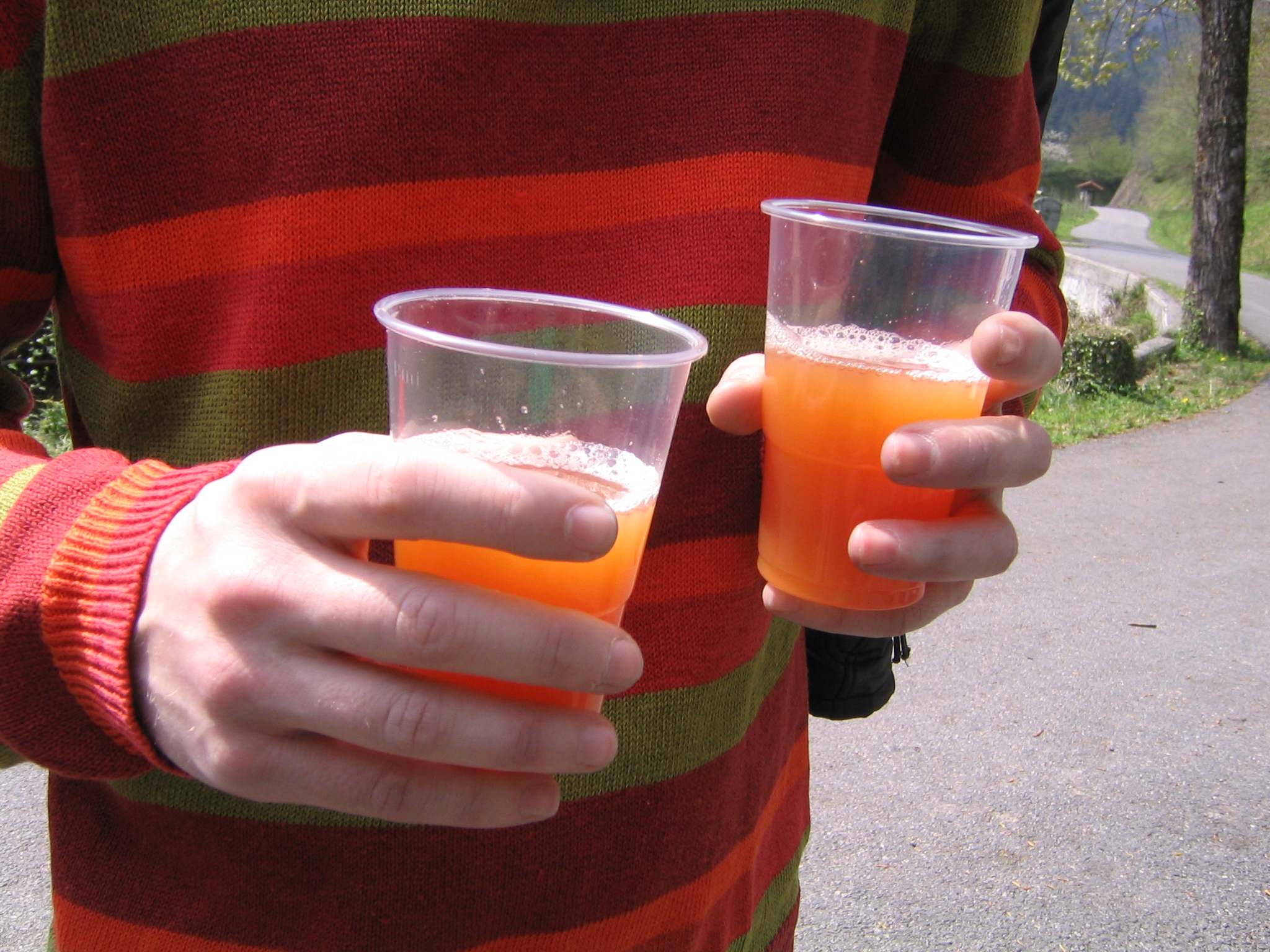
Jongeren drinken in Spanje sangria op straat

Het komt voor dat men in groepen gezamenlijk alcoholhoudende drank koopt in een slijtersbedrijf of supermarkt, en deze vervolgens op straat of in een park opdrinkt. In Spanje gebeurt dat soms zelfs op grote schaal in de vorm van een soort geïmproviseerd straatfeest: men spreekt dan van een botellón. Anderzijds komt het ook voor dat bedelaars alcoholhoudende drank kopen van hun bij elkaar gebedelde geld en dit op straat opdrinken. Ook komt het in met name Frankrijk voor dat men in groepen van 3 tot 10 man drinkt waarbij bij toerbeurt een van de groepsleden bij voorbijgangers om geld bedelt om de drank te kunnen kopen. Deze vormen van drinken op straat veroorzaken vaak overlast en maken het straatbeeld er voor toeristen en bezoekers niet fraaier op.

### Nederland
Alcoholconsumptie in de openbare ruimte buiten horeca-gelegenheden is in veel (delen van) steden verboden. In de Model-APV van de Vereniging van Nederlandse Gemeenten staat:
Artikel 2:48 Verboden drankgebruik
1. Het is verboden op een openbare plaats, die deel uitmaakt van een door het college aangewezen gebied, alcoholhoudende drank te gebruiken of aangebroken flessen, blikjes en dergelijke met alcoholhoudende drank bij zich te hebben.
2. Het bepaalde in het eerste lid geldt niet voor:
a. een terras dat behoort bij een horecabedrijf, als bedoeld in artikel 1 van de Alcoholwet;
b. de plaats, niet zijnde een horecabedrijf, als bedoeld onder a, waarvoor een ontheffing geldt krachtens artikel 35 van de Alcoholwet.
Het is voor een gemeente niet mogelijk het grondgebied van de hele gemeente aan te wijzen. Er moet namelijk wel een concrete aanleiding te zijn waarom een bepaald gebied aangewezen wordt. Een gebied kan worden aangewezen als gerechtvaardigde vrees bestaat voor aantasting van de openbare orde, of als de openbare orde al aangetast is.
De gebieden worden vaak niet vermeld; deze staan dan in een apart aanwijzingsbesluit. Dit wordt bijvoorbeeld in het plaatselijke huis-aan-huisblad gepubliceerd, en behoort ook op officielebekendmakingen.nl te staan. Soms wordt het verbod ter plaatse aangegeven, meestal echter niet. Voorbeelden van de betreffende gebieden:
- Amsterdam-Centrum: op een kaart aangegeven[46]
- Leiden: gebied binnen de singels, het stationsgebied, het Diamantplein en het parkje aan de Zoeterwoudesesingel inclusief de aangrenzende openbare wegen
- Rotterdam: 18 gebieden[47]

Zie ook het verbod voor jongeren onder de 18 om alcohol bij zich te hebben, dat ook geldt voor gesloten verpakkingen.
In de treinen van Arriva, Syntus, Breng en Connexxion en in alle bussen in Nederland is alcoholconsumptie niet toegestaan. In de treinen van NS wel, behalve van 19.00 uur op de dag vóór Koningsdag tot 7.00 uur op de dag erna; dan is zelfs het bij zich hebben van een onaangebroken verpakking verboden.

### België
In België is openbare dronkenschap een strafbaar feit.
- Openbare dronkenschap: "Wie zich in kennelijke staat van dronkenschap op de openbare weg bevindt"

### Spanje
In Spanje is alcoholgebruik op straat in het geheel verboden.
Om deze reden drinken mensen op straat hun drank soms uit een fles in een bruinpapieren zak, zodat de politie niet ziet dat ze een aangebroken fles bij zich hebben. Een andere methode is de drank in een andere fles (bijvoorbeeld een melkfles) mengen met vruchtensap. De aanpak van uit één fles drinkende feestgangers, zogenoemde botellones, resulteert soms in confrontaties met de politie.

## Religie en alcohol
Er zijn verschillende visies van religies op het gebruik van alcohol. In sommige religies wordt gebruik van alcohol gezien als negatief en zondig. Dat geldt bijvoorbeeld binnen de islam, bahai, jaïnisme, laestadianisme en de zevendedagsadventisten. Andere religies kennen een speciale rol toe aan alcohol. Zoals het in het katholicisme gebruik is om wijn te gebruiken bij de eucharistieviering.